# Xatrac reial bec-roig
El xatrac reial bec-roig (Thalasseus maximus) és un ocell marí de la família dels estèrnids (Sternidae) que s'ha contemplat en contades ocasions als Països Catalans.

## Morfologia
- Gran xatrac amb una llargària d'uns 48 cm i una envergadura de 109 cm.
- Gris pàl·lid per sobre, amb la primària externa més fosca. Gropa i cua molt bifurcada blanques. Per sota blanc.
- En plomatge d'estiu front blanca, capell i un petit plomall cap arrere negre. En hivern el capell esdevé llistat i el plomall roman negre.
- Bec gran i roig, potes negres.

## Hàbitat i distribució
Cria a les costes americanes de l'Atlàntic, des de Virgínia cap al sud, fins a Mèxic i les Antilles i a la costa del Pacífic a Mèxic i Amèrica Central. També cria a la costa nord-occidental de l'Àfrica subsahariana. Fora de l'època de cria es dispersen en Amèrica cap al sud fins al Perú i Argentina i la població africana fins a Àfrica del Nord, arribant alguns exemplars al sud de la península Ibèrica.